# Allées Jean-Jaurès
Pour les articles homonymes, voir Jean Jaurès (homonymie).
Les allées Jean-Jaurès (en occitan : alèias Joan Jaurés) sont une voie de Toulouse, chef-lieu de la région Occitanie, dans le Midi de la France. 

## Situation et accès

### Description
Les allées sont une voie publique. Elles se situent à la limite entre les quartiers Matabiau et Saint-Aubin, tous deux dans le secteur 1 - Centre.
Elles naissent dans le prolongement des allées du Président-Franklin-Roosevelt et sont orientées vers le nord-est. Elles sont bordées, de part et d'autre, de contre-allées sur pratiquement toute leur longueur. Elles donnent naissance, à angle droit, au boulevard de Strasbourg sur leur gauche et reçoivent le boulevard Lazare-Carnot sur leur droite. Au tiers de leur parcours la place d'Arménie s'ouvre à gauche. À mi parcours elles donnent naissance à la rue Caffarelli, et de l'autre côté reçoivent la rue Nicolas-Bachelier. Dans le dernier tiers, elles donnent naissance à la rue de Belfort et la rue de Stalingrad. Le côté droit reçoit la rue Arnaud-Vidal puis la rue Pierre-Paul-Riquet.
Les allées se terminent au niveau de la statue de Pierre-Paul Riquet où elles donnent naissance à gauche au boulevard de Bonrepos et reçoivent à droite le boulevard Pierre-Paul-Riquet. Elles sont prolongées au nord-est par le pont Riquet qui franchit le canal du Midi et les voies ferrées de la ligne de Bordeaux à Sète. Au-delà du boulevard de Marengo, la perspective est prolongée par l'avenue Georges-Pompidou et l'avenue Léon-Blum qui aboutit au plateau de Jolimont, au sommet de la colline du Calvinet.
La chaussée compte deux voies dans chaque sens de circulation. Cependant, une des deux voies est systématiquement réservée aux transports en commun. Depuis 2019, les allées sont également longées de chaque côté par une piste cyclable protégée.
Les allées Jean-Jaurès sont parcourues sur toute leur longueur par le sentier de grande randonnée 46 (GR 46), qui va de Tours à Toulouse. Il est prolongé, à l'ouest, par les allées du Président-Franklin-Roosevelt, la place du Président-Thomas-Woodrow-Wilson et la rue Lafayette jusqu'à la place du Capitole et, à l'est, par le boulevard de Marengo.

### Voies rencontrées
Les allées Jean-Jaurès rencontrent les voies suivantes, dans l'ordre des numéros croissants (« g » indique que la rue se situe à gauche, « d » à droite) :
1. Boulevard de Strasbourg (g)
2. Boulevard Lazare-Carnot (d)
3. Place d'Arménie (g)
4. Rue Dalayrac (g)
5. Rue Héliot (g)
6. Rue Caffarelli (g)
7. Rue Nicolas-Bachelier (d)
8. Rue Arnaud-Vidal (d)
9. Rue de Belfort (g)
10. Rue Pierre-Paul-Riquet (d)
11. Rue de Stalingrad (g)
12. Place Melvin-Jones (g)
13. Boulevard de Bonrepos (g)
14. Boulevard Pierre-Paul-Riquet (d)

### Transports
Les allées Jean-Jaurès sont desservies à la station Jean-Jaurès par les deux lignes de métro  et .

## Odonymie

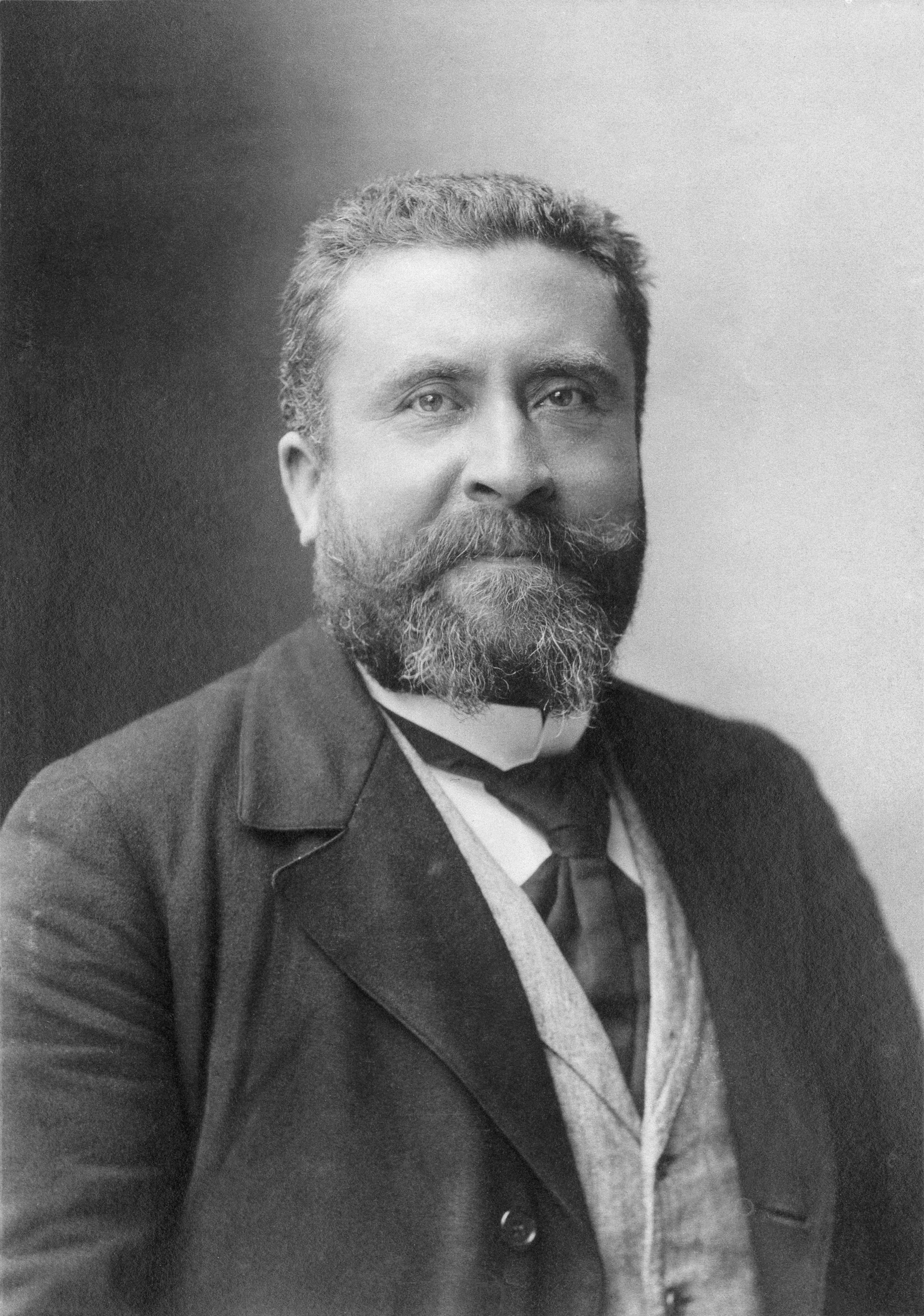
Portrait de Jean Jaurès par Nadar (1904, musée de l'Histoire vivante).

En 1813, lors des premiers travaux d'aménagement, la nouvelle allée est provisoirement désignée comme l'allée Villeneuve. C'est déjà le nom qu'a reçu la nouvelle place (actuelle place du Président-Thomas-Woodrow-Wilson) et de l'avenue (actuelles allées du Président-Franklin-Roosevelt) qui sont tracées face à la porte Villeneuve (emplacement face à l'actuel no 22 rue Lafayette). La porte se trouvait d'ailleurs au débouché de la rue Villeneuve (actuelle rue Lafayette) qui longeait au nord les bâtiments du Capitole. La famille de Villeneuve, vassale de l'abbaye de Saint-Sernin, avait en effet obtenu au XIIIe siècle le contrôle de la porte qui portait son nom.
En 1816, la rue, la place, l'avenue et l'allée Villeneuve sont rebaptisées ensemble du nom d'Angoulême en souvenir du passage le 2 septembre 1815 à Toulouse de Marie-Thérèse (1778-1851), fille aînée et seule survivante des enfants de Louis XVI et de Marie-Antoinette, et qui est particulièrement populaire dans les milieux monarchistes toulousains. Elle est duchesse d'Angoulême par son mariage avec son cousin Louis-Antoine (1775-1844), duc d'Angoulême, puis dauphin en 1824 lorsque son père, Charles X, monte sur le trône. En 1830, la Révolution pousse la famille royale à l'exil et la municipalité toulousaine à effacer les traces du régime disparu. La rue, la place et l'allée prennent désormais le nom de Lafayette : Gilbert du Motier de La Fayette (1757-1834), personnalité majeure de la guerre d'Indépendance américaine et de la Révolution française de 1789, est une personnalité consensuelle dans les milieux politiques proches de la monarchie de Juillet, mais aussi dans les cercles républicains. En 1848, après la Révolution de Février et la mise en place de la Deuxième République, son nom est conservé.
En 1850 pourtant, la municipalité se propose de changer de nom : La Fayette a souvent montré de l'hostilité à l'empereur Napoléon Ier, dont le neveu, Louis-Napoléon Bonaparte (1808-1873), a été élu président de la République en 1848. Il est décidé de donner à la rue, à la place et à l'allée le nom de Louis-Napoléon. Le coup d'État du 2 décembre 1851 par Louis-Napoléon Bonaparte précipite la disparition de la République au profit du Second Empire. Mais en 1870, la défaite de l'empereur Napoléon III à Sedan, lors de la guerre franco-allemande, et la proclamation de la Troisième République, le 4 septembre, provoque un nouveau changement : on rend le nom de Lafayette à la rue, à la place, à l'avenue et à l'allée.
Finalement, la Première Guerre mondiale est à l'origine du dernier changement de nom de l'allée. Le 4 juillet 1918, déjà, le conseil municipal dirigé par Jean Rieux avait décidé de donner à la place Lafayette le nom du président des États-Unis, alliés de la France : Woodrow Wilson. En 1922, Paul Feuga, qui dirige une municipalité de radicaux et de radicaux-socialistes, fait donner à l'avenue et à l'allée Lafayette le nom de Jean Jaurès (1859-1914). Originaire de Castres, lié à Toulouse où il a enseigné et où il a été élu, fondateur de la Section française de l'Internationale ouvrière (SFIO), Jean Jaurès est une figure du socialisme, mais aussi du pacifisme. Si, en 1945, l'avenue Jean-Jaurès a été renommée en l'honneur de Franklin Roosevelt, président des États-Unis durant la Seconde Guerre mondiale, les allées Jean-Jaurès n'ont, quant à elles, pas changé de nom. Au fil du XXe siècle, l'usage du pluriel s'est imposé.

## Histoire

### Moyen  Âge et période moderne
À l'origine, il n'y a que champs, jardins et quelques masures.

### Époque contemporaine

#### XIXesiècleet première moitié duXXesiècle
En 1813, l'aménagement du quartier de la place Villeneuve (actuelle place Wilson) prévoit la création ou l'aménagement de plusieurs voies qui en rayonnent. Au nord-est, il est d'abord prévu une allée (actuelle allées du Président-Franklin-Roosevelt) qui doit rejoindre les futurs boulevards de Matabiau (actuel boulevard de Strasbourg) et Saint-Aubin (actuel boulevard Lazare-Carnot). Il est rapidement prévu de prolonger cette allée à l'est jusqu'au canal du Midi, sur le modèle de la promenade des Champs-Élysées, mais le coût des travaux retarde le projet. En 1821, la crise du chômage qui sévit pousse la municipalité à ouvrir des ateliers municipaux où les ouvriers se consacrent à la réalisation des allées, baptisées du nom d'Angoulême. D'une longueur de presque 600 m sur une largeur de 60 m, l'allée est bordée en 1822 de 280 ormeaux, et se termine en cul-de-sac au bord du canal. Par la suite, l'allée est régulièrement l'objet de nouveaux aménagements et de travaux d'entretien, comme en 1876 ou en 1880, lorsqu'on décide de replanter certains arbres.
L'allée se borde également d'immeubles et d'hôtels particuliers dont les façades illustrent l'évolution du goût des élites toulousaines au cours du XIXe siècle. Le style néo-classique de la Restauration, dans la première moitié du XIXe siècle est représenté par de nombreux immeubles, concentrés dans le bas de l'allée. À l'angle du boulevard Napoléon (actuel boulevard de Strasbourg), l'hôtel Vitry est construit par l'architecte Urbain Vitry entre 1837 et 1843 pour lui servir de vitrine commerciale (emplacement de l'actuel no 15). Plus haut, l'hôtel des Cariatides est une des réalisations emblématiques de l'architecte Auguste Virebent (actuel no 55). Au nord des allées, le développement du faubourg Matabiau et la croissance de la population pousse les autorités ecclésiastiques à se préoccuper de la construction d'une nouvelle église, de style néo-roman : entre 1889 et 1891, l'architecte Jean Rocher est chargé de la construction de la chapelle Notre-Dame-des-Grâces.
Entre 1840 et 1845, d'importants travaux permettent d'élargir et de redresser le cours du canal du Midi, dont le cours est déplacé plus au nord. Ce déplacement permet le premier prolongement de l'allée. De plus, à la suite de l'achèvement des travaux, il est décidé de faire construire un pont qui permette de franchir le canal et de rejoindre le bas du coteau de la colline du Calvinet où se trouve, depuis 1834, l'école vétérinaire.

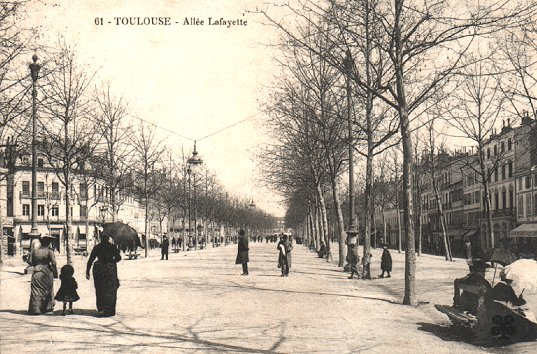
La perspective des allées entre 1880 et 1890 (carte postale).

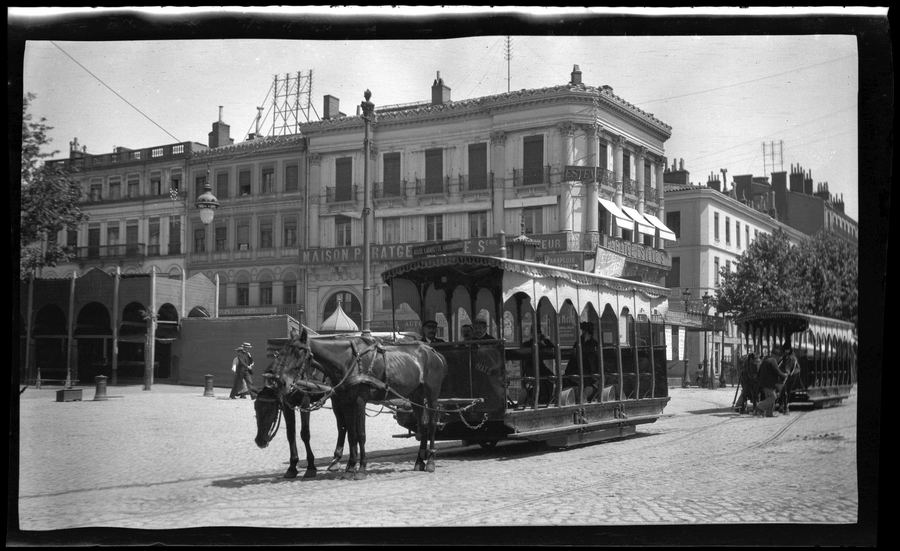
Les allées au carrefour du boulevard Lazare-Carnot en 1881 (Eugène Trutat, archives municipales.

L'allée devient une promenade appréciée des Toulousains. Elle est aussi le lieu de nombreuses attractions qui s'installent soit sur le terre-plein, soit sur les terrains riverains encore peu bâtis. Dans la deuxième moitié du XIXe siècle, on y organise une foire au mois de mai et une au mois de novembre, où s'offrent pendant un mois des spectacles de saltimbanques et des montreurs de curiosités, des concerts de musique populaire, mais aussi des manèges. Plusieurs cafés chantants participent à l'animation : la Gaieté Toulousaine, devenu par la suite le Café Faget (emplacement des actuels no 63, puis no 77), le bal du Colysée, le café-concert du Petit Lazari devenu le bal de la Renaissance dans les années 1880 (emplacement de l'actuel no 76). La plus fameuse de ces salles est le Pré-Catelan, aménagé en 1863 par l'architecte François Laffont, qui comptait un restaurant, un café et des jardins.
Pourtant, à la fin du XIXe siècle et au début du XXe siècle , l'allée perd progressivement de son attrait. C'est d'abord l'extension de la prostitution, puis le développement de la circulation automobile. Les animations s'y poursuivent malgré tout puisque s'y tient, du 1er au 18 novembre 1941, la Foire-Exposition de Toulouse dans laquelle sont notamment présentés un substitut au savon ainsi que plusieurs modèles de gazogènes.

#### Seconde moitié duXXesiècle

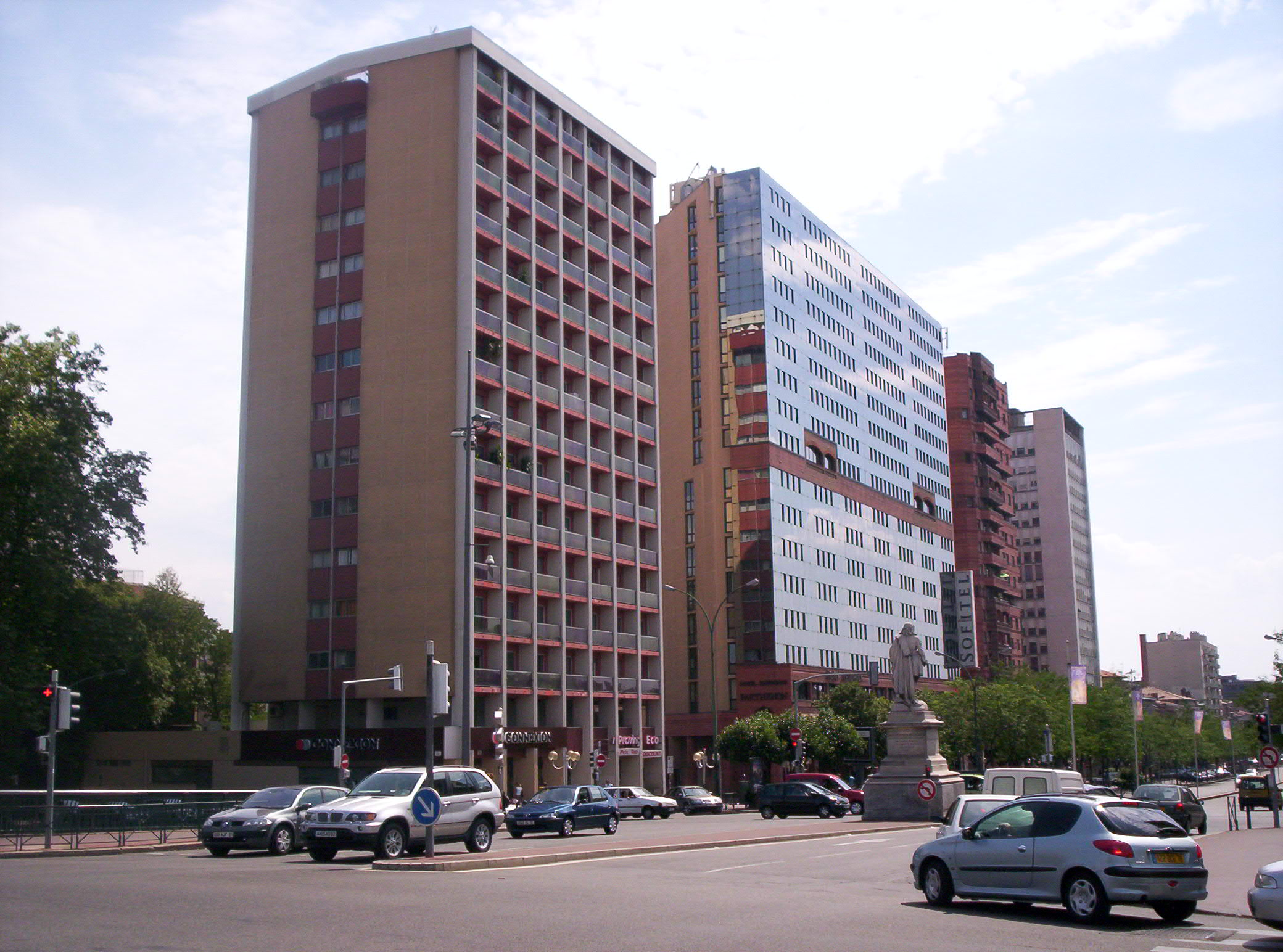
La circulation en haut des allées Jean-Jaurès au début du XXIe siècle.

Dans la deuxième moitié du XXe siècle, les allées Jean-Jaurès connaissent une nouvelle transformation. Les municipalités toulousaines, menées par Raymond Badiou, puis par Louis Bazerque, ont pour ambition de moderniser la ville. Entre 1950 et 1951, la largeur du pont Riquet est doublée, afin d'accompagner l'accroissement de la circulation. En 1961, on entreprend une transformation complète du sol des allées : les trottoirs sont réduits pour laisser de la place au stationnement automobile, tandis que le terre-plein central est supprimé au profit de nouvelles voies de circulation.
Cette ambition de modernisation se traduit également par le soutien aux nouveaux architectes et au projet de Germain Tarrius, responsable de l'atelier municipal d'urbanisme. Entre 1951 et 1955, la construction de l'immeuble Riquet annonce les ambitions du nouvel urbanisme toulousain : le bâtiment, qui domine alors l'allée de ses onze étages et 42 mètres, est considéré comme le premier « gratte-ciel » toulousain. Les travaux d'urbanisme accompagnent la multiplication des nouvelles constructions. Entre 1970 et 1975, la construction par l'architecte Pierre Lafitte de la résidence Franklin Roosevelt (actuel no 15-17 bis), à l'emplacement de l'hôtel Vitry, est un choc pour l'opinion publique toulousaine. Les dernières constructions se concentrent en haut, comme la résidence Jean Jaurès, terminée en 1972, haute de 19 étages et 64 mètres (actuels no 74-76), la résidence Champagne, terminée en 1972, haute de 14 étages et 45 mètres (actuels no 88), la résidence Parthénon et la résidence Le Pré Catelan, construites entre 1976 et 1986 par les architectes V.-G. Létia et L. Lombard, hautes de 17 étages et 58 mètres (actuels no 78-86), et enfin en 1985 la résidence Pont Riquet, qui enjambe la rue du Moulin-Bayard, haute de 9 étages et 30 mètres (actuels no 71-75).
En 1986, la municipalité dirigée par Dominique Baudis souhaite donner une nouvelle impulsion aux allées Jean-Jaurès, alors que s'annonce l'arrivée de la première ligne de métro. Un parking souterrain est creusé et ouverte en 1987.

#### XXIesiècle
Entre 2016 et 2019, sous l'impulsion de l'architecte-urbaniste catalan Joan Busquets, une promenade végétalisée est rétablie sur les allées dont le concepteur dit alors « On peut les appeler les ramblas jardin. Je pense que les Toulousains trouveront ensuite le mot qui convient. » Elles s'organisent désormais autour d'une esplanade centrale de 17 mètres de large, des trottoirs latéraux élargis en passant à 5 mètres de large et une circulation automobile réduite à 2x2 voies au lieu de 3x3 voies. L'inauguration officielle a lieu le 23 décembre 2019. La mairie organise ponctuellement des animations qui doivent rendre aux allées leur place dans la ville : un marché hebdomadaire d'artisans et de créateurs le dimanche, un sapin géant au mois de décembre...

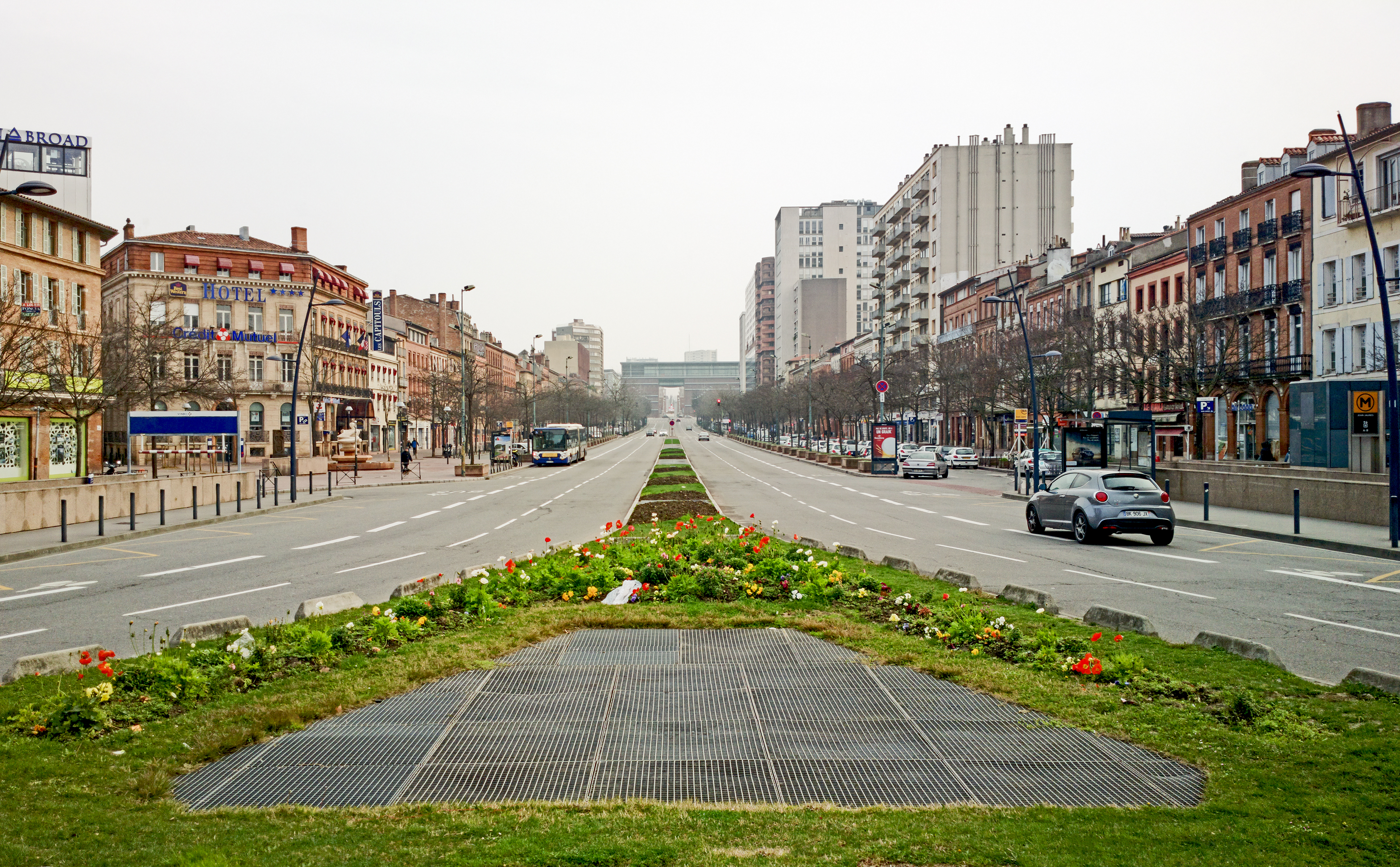
Les allées en 2015 avant leur modification de 2019.
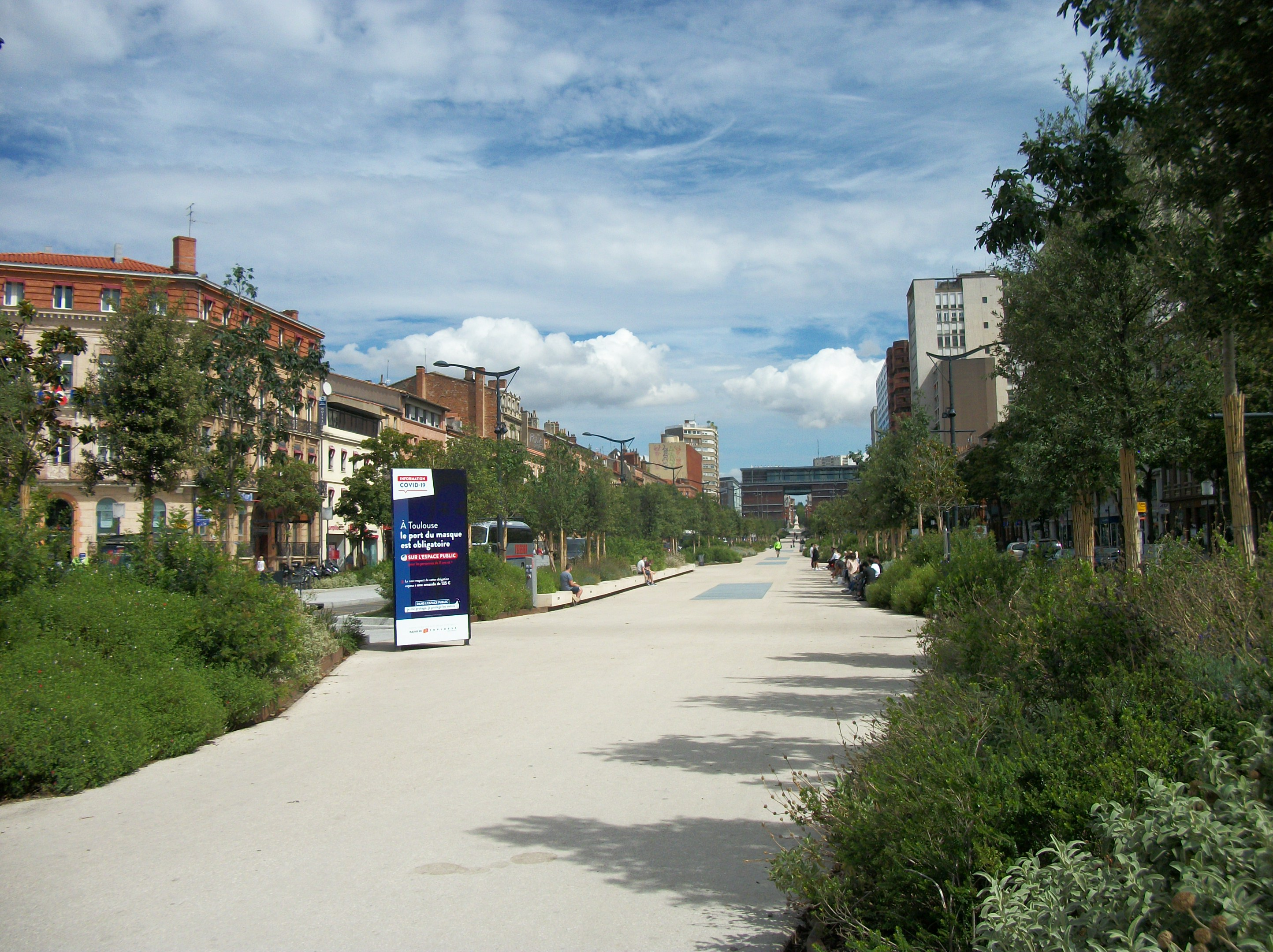
Vue vers la médiathèque José-Cabanis.
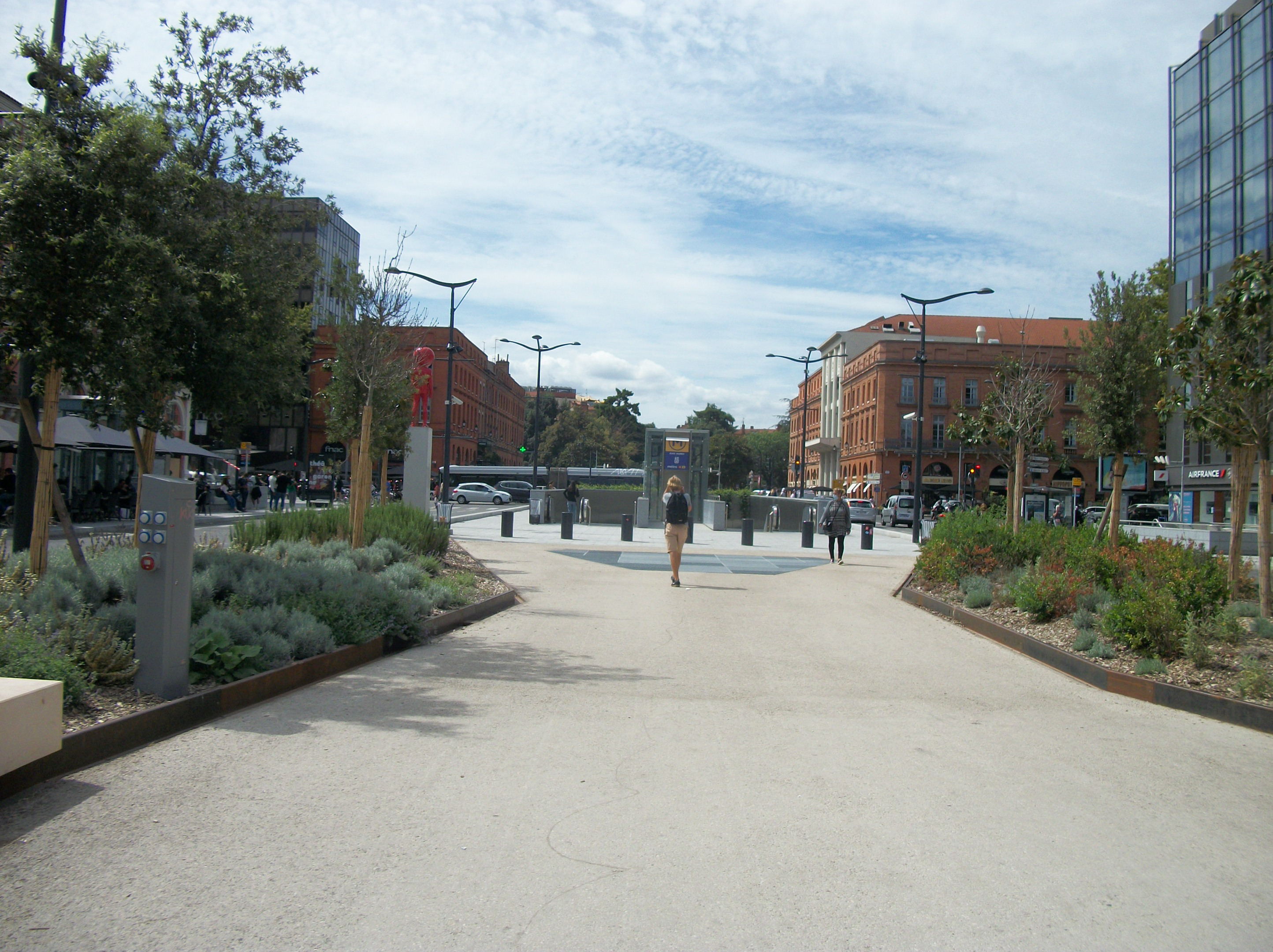
Vue vers la station de métro Jean-Jaurès.

## Patrimoine et lieux d'intérêt

### Immeubles
- no  15 : résidence Franklin Roosevelt.
L'immeuble est construit dans le style moderne entre 1970 et 1975 par l'architecte Pierre Lafitte, à l'angle du boulevard de Strasbourg. La construction de l'immeuble entraîne la destruction de l'hôtel Vitry, construit par l'architecte Urbain Vitry entre 1837 et 1843[21].

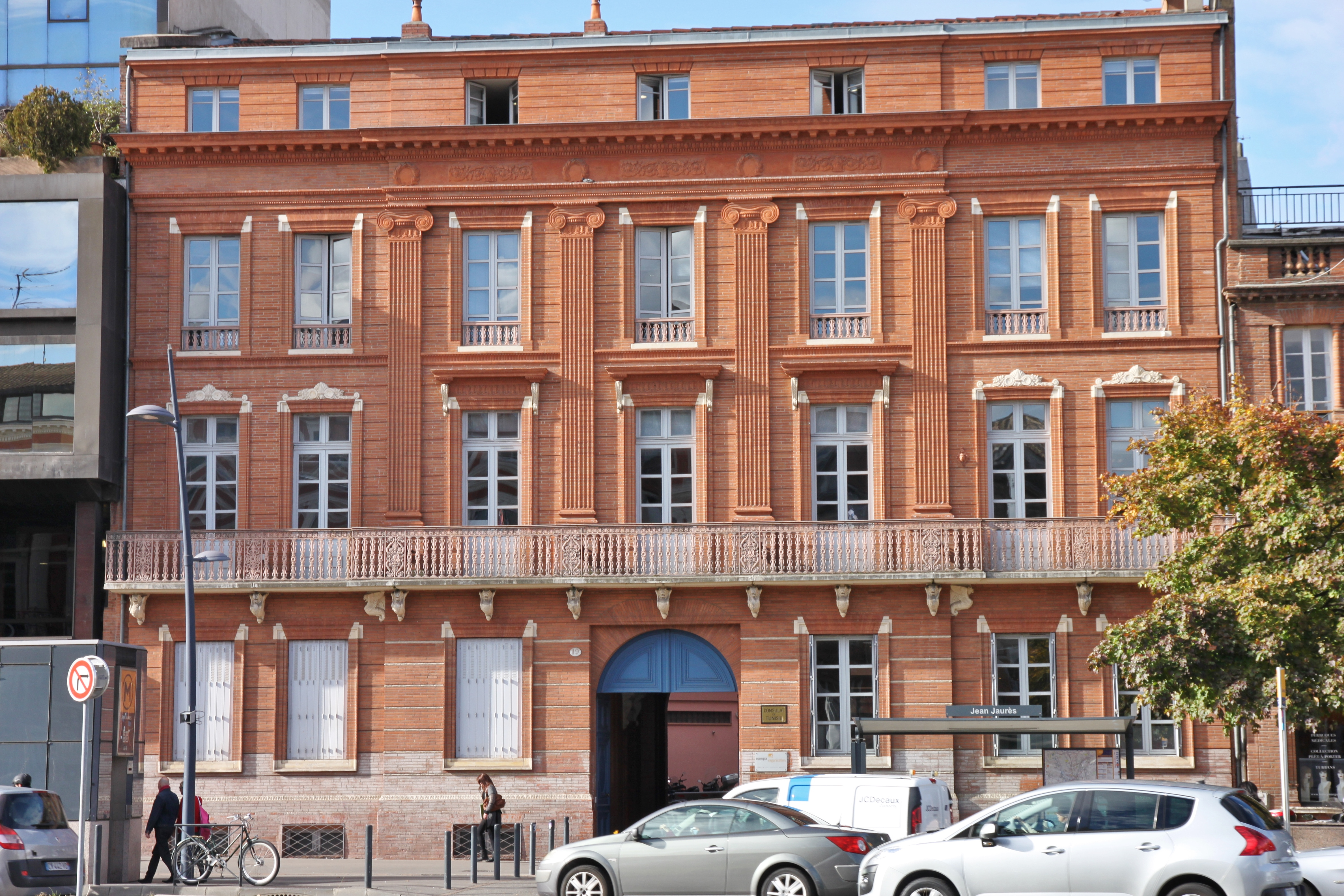
no 19 : immeuble Escudier.

- no  19 : immeuble Escudier. 
L'immeuble Escudier, construit dans le deuxième quart du XIXe siècle, est de style néo-classique. La façade possède d'ailleurs un décor en terre cuite, œuvre de la fabrique Virebent. Il développe sur les allées Jean-Jaurès une imposante façade, large de sept travées et haute de trois étages, et traitée en bossage continu. Au rez-de-chaussée, la porte cochère, voûtée en plein cintre, est encadrée de hautes fenêtres rectangulaires, au chambranle mouluré. Le 1er et le 2e étage sont réunis par quatre pilastres colossaux cannelés et à chapiteaux ioniques, qui séparent les trois travées centrales et supportent un entablement orné de couronnes. Le 1er étage est éclairé de fenêtres surmontées de corniches pour les travées centrales, de palmettes pour les travées latérales. Le balcon, soutenu de consoles sculptées de lions ailés, a un garde-corps en fonte à balustres en forme de lyre. L'élévation du 2e étage est surmontée d'une corniche à modillons. Le 3e étage, construit postérieurement, reprend le motif du bossage continu[22].

- no  21 : immeuble (deuxième quart du XIXe siècle)[23].
- no  23 : immeuble (deuxième quart du XIXe siècle)[24].
- no  32 : immeuble.
L'immeuble, de style néo-classique, est construit dans le deuxième quart du XIXe siècle. Il abrite la fédération départementale du parti Les Républicains.
Le rez-de-chaussée est rythmé par les arcades moulurées qui reposent sur des pilastres cannelés à chapiteaux doriques. Les étages sont éclairés par des fenêtres rectangulaires qui ont conservé leurs lambrequins en fonte. Celles des 1er et 2e étages sont encadrés de fines colonnes. Les étages sont soulignés par les balcons en pierre dotés de garde-corps en fonte. Celui du 1er étage est soutenu par de lourdes consoles sculptées en pierre. Le 3e étage est mis en valeur par deux frises qui passent au niveau de l'appui et à mi-hauteur des fenêtres. Enfin, le niveau de comble est éclairé par des lucarnes[25].

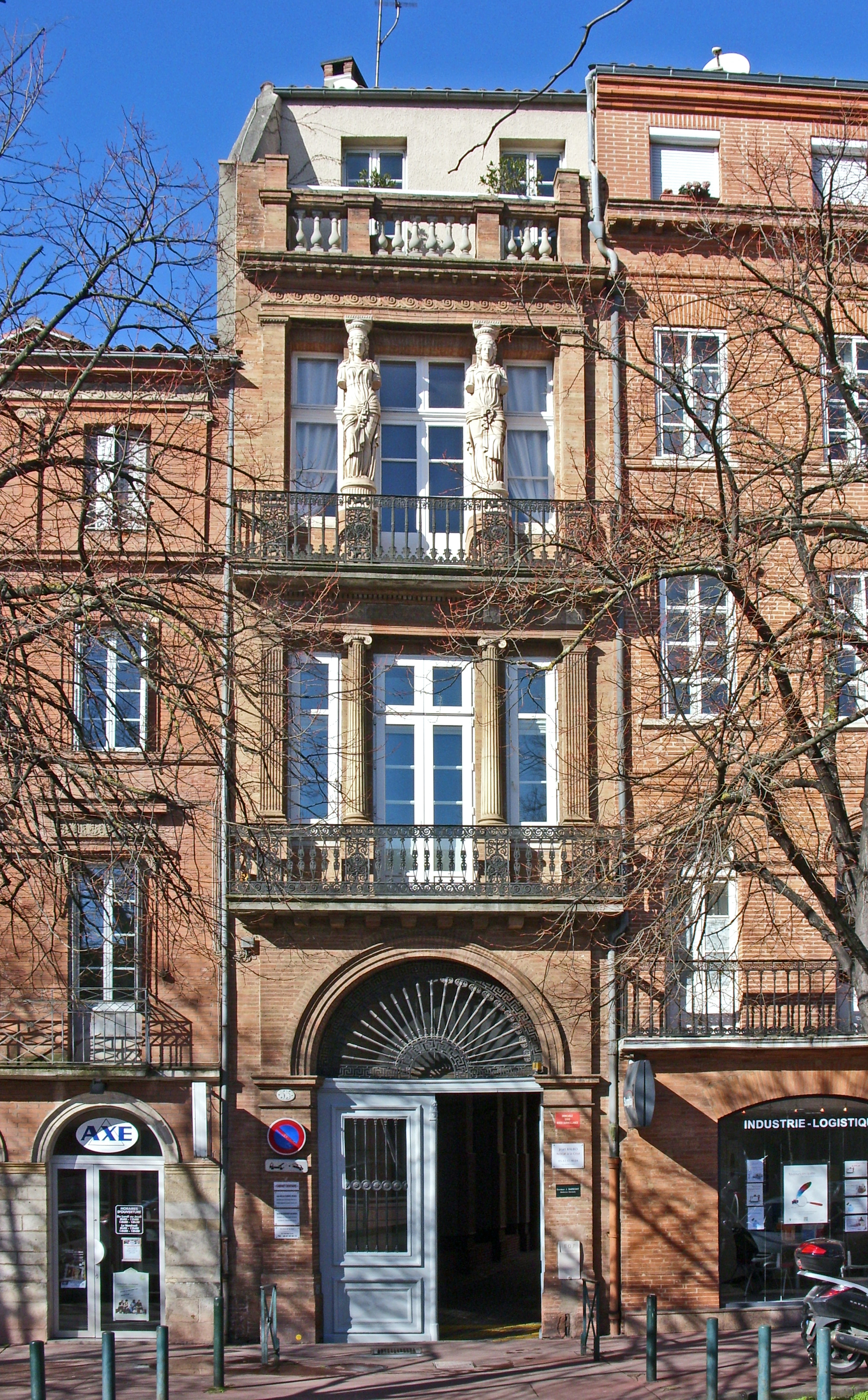
no 55 : immeuble des Cariatides.

- no  55 : immeuble des Cariatides.  Inscrit MH (1994, façade dans la partie ornée de cariatides et toiture correspondante)[26]
La construction de l'immeuble dit des Cariatides, édifice de style néo-classique caractéristique du goût toulousain dans les années 1830 ou 1840, est attribuée à l'architecte Auguste Virebent. La façade sur les allées Jean-Jaurès, étroite d'une seule travée, est richement ornée d'éléments en terre cuite de la fabrique Virebent. Le rez-de-chaussée est percé d'une porte cochère qui donne accès à un passage couvert. Elle voûtée en plein cintre et possède une huisserie en bois surmontée d'une large imposte en fonte ornée de motifs géométriques. Au 1er étage, une fenêtre triple est encadrée par des pilastres cannelés et séparée par des colonnes à chapiteaux ioniques qui soutiennent un entablement orné d'une frise de palmettes, surmonté d'une corniche à modillons. L'étroit balcon possède un garde-corps en fonte à motifs géométriques. Au 2e étage, la fenêtre triple est encadrée par des pilastres cannelés et séparée par de grandes cariatides qui supportent un entablement orné d'une frise ornée de motifs géométriques. Une corniche à denticules surmonte l'élévation. Le 3e étage, construit postérieurement, est délimité par un garde-corps à balustres[27].

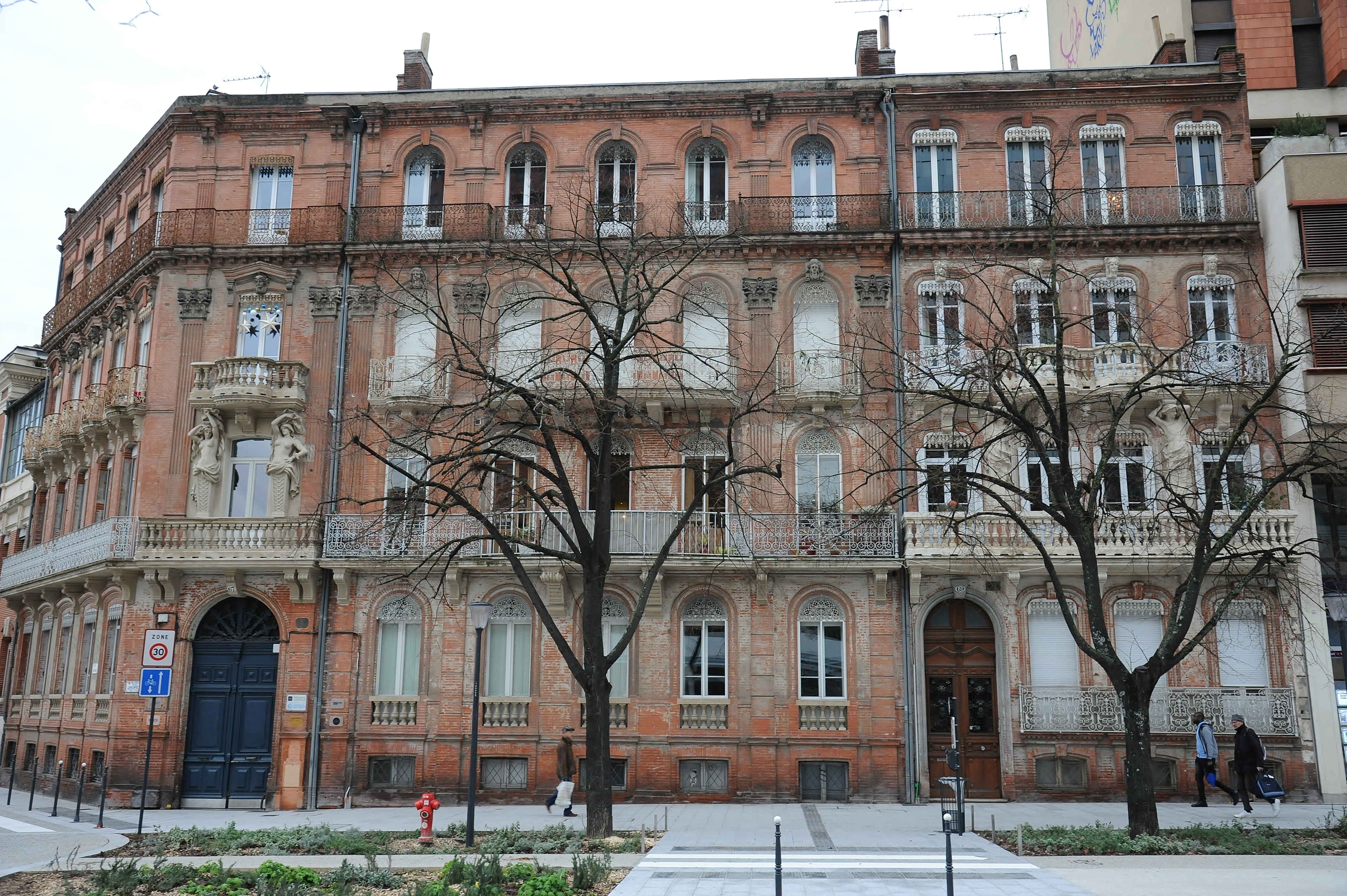
no 67-69 : immeubles Gazagne.

- no  67-69 : immeubles Gazagne (1883-1884, Étienne Gazagne)[28],[29].
- no  78-86 : résidence Le Pré Catelan[30].
- no  77-81 : immeuble Riquet. 
L'immeuble Riquet est élevé entre 1951 et 1955, sur les plans de l'architecte Robert-Louis Valle. L'édifice, à l'angle du boulevard de Bonrepos, bénéficie d'un emplacement privilégié « en haut » des allées Jean-Jaurès. L'immeuble s'élève sur onze étages et est considéré comme le premier « gratte-ciel » de la ville : il annonce en tout cas le nouveau plan des allées Jean-Jaurès conçu par Germain Tarrius, responsable de l'atelier municipal d'urbanisme, qui utilise l'immeuble Riquet comme modèle. 
L'immeuble Riquet adopte une architecture et un vocabulaire résolument modernes, brutalistes même, caractéristiques des constructions toulousaines jusqu'au milieu des années 1970 : l'ossature en béton armé est apparente, tandis que les façades sont couvertes de plaques de gravier – plutôt que de marbre, comme il avait été d'abord prévu. Le rez-de-chaussée et l'entresol sont occupés par des boutiques. Le 1er étage est dévolu aux bureaux. Les dix étages supérieurs sont occupés par les logements. Chaque étage alterne des bandeaux de fenêtres, encadrées par une moulure saillante en béton, avec des loggias fermées par des garde-corps en métal[31],[32].

### Église Notre-Dame-des-Grâces

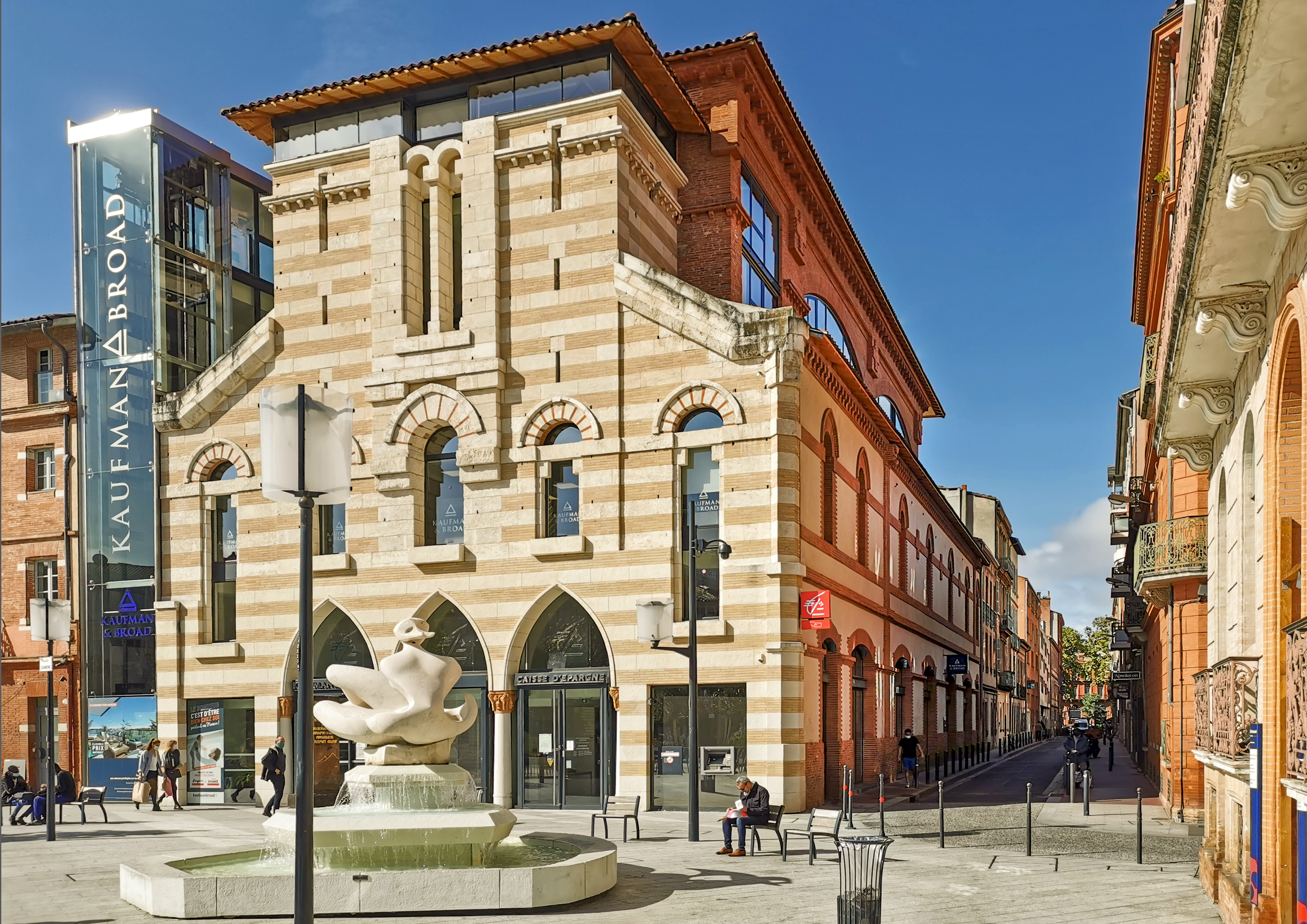
no 27 bis : l'ancienne église Notre-Dame-des-Grâces.

L'ancienne église Notre-Dame-des-Grâces s'élève face à la place d'Arménie. Elle est construite au XIXe siècle par les religieux Carmes à la place du Colisée (une salle de bal datant du XVIIIe siècle). De style néo-roman et d'inspiration toscane, sa construction alterne des briques et des pierres blanches. Elle a été consacrée en 1889, les frères maristes prennent le relais des Carmes jusqu'en 2009.
Elle est désacralisée en 2011. En 2013, le promoteur Kaufman & Broad la rachète au diocèse de Toulouse pour y déménager son siège régional Grand Sud-Ouest. C'est l'architecte toulousain Pierre-Louis Taillandier qui a réalisé, sous le contrôle de l'architecte des Bâtiments de France, la rénovation des lieux après 17 mois de travaux. Les chapiteaux en terre cuite ont été réalisés par le sculpteur Laurent Esquerré. Sur les chapiteaux inspirés de la tradition médiévale, sont représentés des portraits d'hommes politiques comme Pierre Cohen, ancien maire de Toulouse, et son successeur Jean-Luc Moudenc, des mains jointes en prière, des animaux (écureuil pour la Caisse d'épargne) et des figures géométriques (logo de l'entreprise Kaufman & Broad).
Le bâtiment accueille depuis 2015 les bureaux de Kaufman & Broad sud-ouest, une agence de la Caisse d'épargne Midi-Pyrénées,,.

### Œuvres publiques
- L'Homme à tête de pomme. 
L'Homme à tête de pomme est une sculpture de l'artiste toulousain James Colomina. En 2018, elle est installée par lui sur le piédestal du Monument à Jeanne d'Arc, sur la place du même nom, la statue équestre de Jeanne d'Arc ayant été enlevée pour restauration. En 2019, l'œuvre de James Colomina est officiellement placée au bas des allées Jean-Jaurès dont le réaménagement vient d'être achevé. La sculpture repose sur un piédestal en ciment. Haute de 2,30 mètres et lourde de 100 kg, elle est en aluminium fondu couvert d'une peinture polyuréthane rouge. Elle évoque une critique de la société de consommation – un homme en costume, dont la tête est une grosse pomme qui représente le mythe d'Adam et Ève et le Péché originel, mais aussi l'entreprise Apple[36].

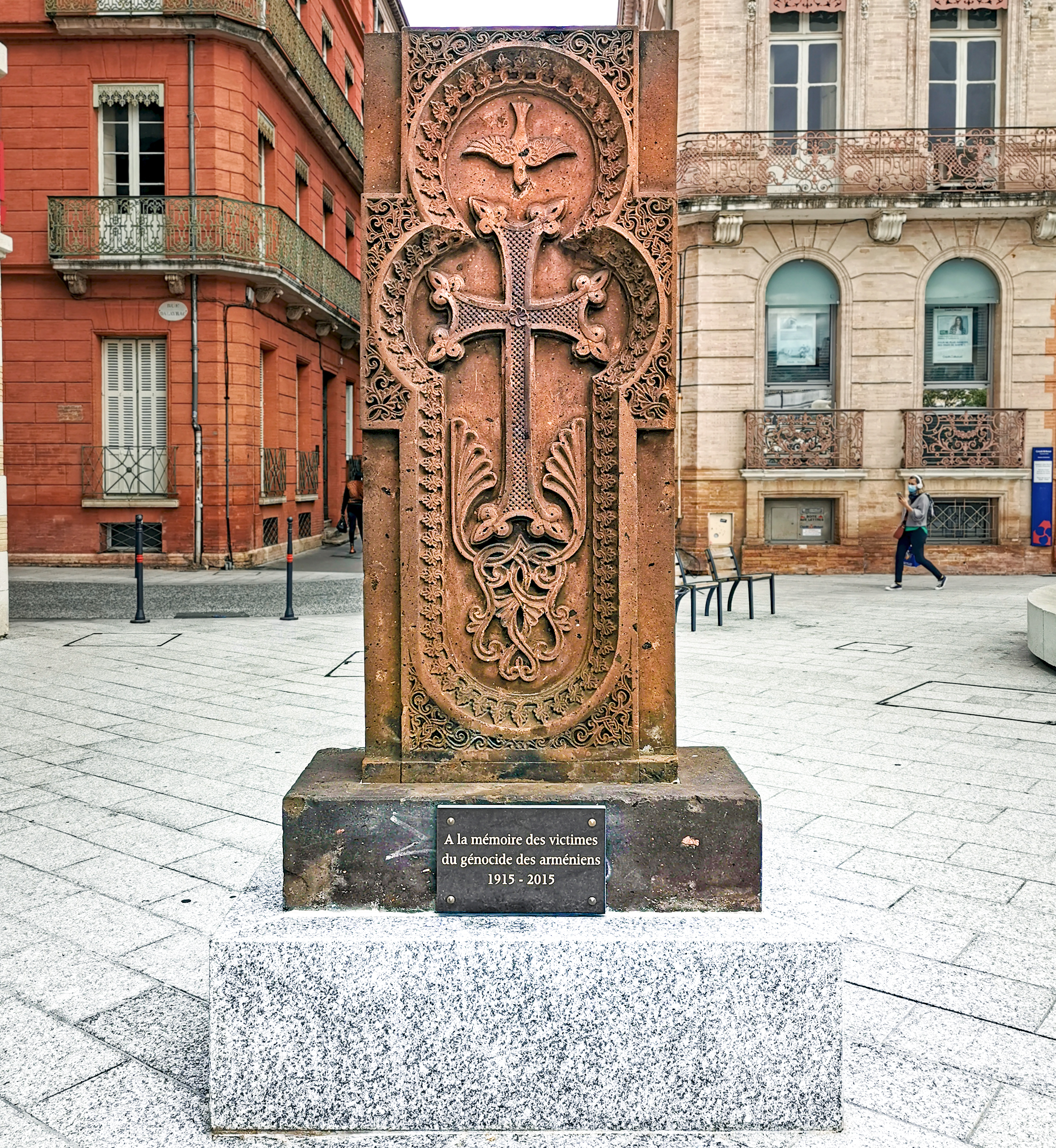
Le Khatchkar de la place d'Arménie.

- Khatchkar. 
Un khatchkar est placé face à l'ancienne église Notre-Dame-des-Grâces. Il est offert en 1993 par l'Arménie à la ville de Toulouse et aux Toulousains pour les remercier de leur mobilisation et de leur soutien après le séisme de 1988. Au-dessus de la croix est représentée une colombe, symbole de l'Esprit saint[37]. Au revers est inscrit : "Aux Toulousains pour leurs témoignages d'amitié et de solidarité. Le peuple arménien. "Interkap" Vanadzor - 1993." En 2015, une plaque a été ajoutée sur la stèle pour marquer le centenaire du génocide des Arméniens.

- fontaine Évasion. 
La fontaine Évasion a été créée par le sculpteur lézignanais Arthur Saura, et installée place d'Arménie en 1987[38], à la suite de la construction du parking souterrain Jean-Jaurès. La sculpture, en pierre de Chauvigny, évoque la Garonne et l'aéronautique.

- monument à Riquet. 
En 1830, le projet d'un monument en l'honneur du roi Louis XIII ayant été abandonné, le conseil municipal fait le choix de commémorer la mémoire « d'un homme qui [s'est] illustré par son génie et ses bienfaits envers la patrie ». Elle confie la réalisation de la statue de Pierre-Paul Riquet au sculpteur Bernard Griffoul-Dorval, dont le travail est terminé en 1838. Il faut pourtant attendre 1853 pour que la statue soit installée au bout des allées Jean-Jaurès. Elle est restaurée en 2013. 
La statue est sculptée dans un bloc de marbre blanc de Saint-Béat. Pierre-Paul Riquet est représenté en pied, sur un rocher d'où s'écoule une source. Il tient, roulé dans sa main gauche, le plan du canal du Midi – auquel il tourne le dos cependant. La statue repose sur un piédestal qui porte des inscriptions sur les quatre côtés[39].